# Arador
En el universo imaginario de J. R. R. Tolkien y en los apéndices de la novela El Señor de los Anillos, Arador es el decimocuarto capitán de los dúnedain del Norte. Es hijo de Argonui, nació en el año 2820 de la Tercera Edad del Sol y fue criado en Rivendel, como todos sus antecesores. Su nombre está compuesto en la lengua sindarin y puede traducirse como «señor real».
Asumió la capitanía al morir su padre en el año 2912 T. E. Durante su gobierno continuó la defensa del territorio de Arnor y de la Comarca de orcos y trolls de las montañas. Precisamente en esa tarea perdió la vida a manos de un troll en los Páramos Fríos, cerca del bosque de los Trolls, en el año 2930 T. E., tras 18 años de gobierno y 110 de vida. Le sucedió su hijo Arathorn.

## Adaptaciones
Arador es uno de los personajes secundarios de peso en la historia narrada por el fan film de 2009 titulado Born of Hope, protagonizado por su hijo Arathorn. La escena en la que Arador resulta muerto por el troll de las montañas en los Páramos Fríos resulta especialmente impactante por los efectos digitales empleados para recrear a la bestia. El personaje de Arador es interpretado por Iain Marshall.